# Grimmia brownii
Grimmia brownii är en bladmossart som beskrevs av Jean Édouard Gabriel Narcisse Paris 1900. Grimmia brownii ingår i släktet grimmior, och familjen Grimmiaceae. Inga underarter finns listade i Catalogue of Life.